# Stenocactus ochoterenanus
Stenocactus ochoterenanus är en kaktusväxtart som beskrevs av Tiegel. Stenocactus ochoterenanus ingår i släktet Stenocactus och familjen kaktusväxter. Inga underarter finns listade i Catalogue of Life.